# Émile Argand
Émile Argand, född 6 januari 1879, död 14 september 1940, var en schweizisk geolog.

## Biografi
Argand blev 1911 anställd vid Schweiz geologiska kommission och samma år även professor i geologi vid universitetet i Neuchâtel. Han arbetade huvudsakligen inom den tektoniska geologin, särskilt med den tertiära veckningszonen och främst Alpernas byggnad. Argand utformade i högt skattade sammanfattande arbeten samtidens uppfattningar om kontinentblocken och främst deras veckningszoners komplicerade byggnad och bildningssätt med geosynklinaler, de i dessa inneslutna, av veckning deformerade kontinentalpartierna, överskjutningstäckena från olika faser av orogenien och därtill anslutna magmarörelser. Bland Argands arbeten märks Sur l'arc des Alpes occidentales (1916) och La tectonique de l'Asie (1922) samt Carte tectonique de l'Eurasie (1928).